# Piscinas
Piscinas (sardinsky: Piscìnas) je italská obec (comune) v provincii Sud Sardegna v regionu Sardinie. Nachází se ve výšce 66 metrů nad mořem a má 793 obyvatel. Rozloha obce je 16,89 km².